# James McLean
(James McLean verso un amico)
James McLean, noto anche come Buddy McLean (Somerville, 26 gennaio 1930 – Boston, 31 ottobre 1965), è stato un mafioso statunitense, di origini irlandesi.
Come leader della Winter Hill Gang, capeggiava la sua cricca criminale presso Somerville, Massachusetts, durante gli anni sessanta. Era abbastanza conosciuto in tutta Boston come un bandito stradale che riportava molte cicatrici sul collo e l'occhio sinistro danneggiato.

## Primi anni
James McLean nacque da genitori non sposati a Somerville, il 26 gennaio 1930, dove presto rimase orfano e fu adottato da una famiglia originaria del Portogallo. In età adolescenziale cominciò a lavorare come scaricatore presso i bacini di Charlestown e Boston; presto divenne amico del presidente della International Brotherhood of Teamsters, William J. McCarthy e un anno più tardi diventò membro dell'ILA. Qualche anno più tardi si spostò a Somerville, Massachusetts, dove cominciò a speculare come proprietario terriero, guadagnando molti soldi. Sposò una balia portoghese nel 1955; ben presto McLean cominciò a mettere insieme un'organizzazione criminale a Boston.

## Guerre tra bande
Nel 1961, McLean assunse un nuovo malfattore di Charlestown, George McLaughlin, ed affittò un cottage presso Salisbury Beach, per il giorno della festa del lavoro. Bevendo con alcuni amici per tutto il giorno e nella tarda sera, McLaughlin tentò di avvicinarsi a delle amiche di McLean. McLaughlin ricevette una forte bastonata, fino a che non perse i sensi. Alcuni uomini di McLean lo scaricarono di fronte a un ospedale vicino ed andarono a dire a McLean quello che era accaduto. McLean rispose che non aveva nessuna responsabilità su McLaughlin; i fratelli di McLaughlin decisero di vendicare il fratello.
Una notte McLean si svegliò, sentendo i suoi cani abbaiare, per via di alcune persone che stavano manomettendo la sua macchina. McLean uscì sparando con una rivoltella calibro 38; sospettando dello zampino dei McLaughlins, cominciò ad inseguire furtivamente Bernie McLaughlin per tutta Charlestown finché lo raggiunse uccidendolo di fronte ad un centinaio di testimoni, il 31 ottobre 1961.

## Morte
A seguito dell'omicidio scontò due anni di prigione, compreso anche il possesso illegale di un'arma da fuoco. Dopo la scarcerazione, McLean condusse la Winter Hill Gang su Charlestown, dove, da più di due anni, rivaleggiava contro i Fratelli McLaughlin; McLean fu assassinato da Cornelius Hughes, amico di George McLaughlin. Il suo corpo fu ritrovato un anno più tardi dal suo successore ed amico Whitey Bulger.